# Ercilla (roślina)
Ercilla – rodzaj roślin z rodziny szkarłatkowatych (alkiermesowatych). Obejmuje w zależności od ujęcia jeden lub dwa gatunki. Rośliny te występują w Peru i Chile rosnąc w lasach deszczowych. Uprawiane bywają jako oryginalne i ozdobne pnącza z korzeniami przybyszowymi (rosną za ich pomocą podobnie do bluszczu), efektownie kwitnące wiosną, później z krwistoczerwonymi owocami.

## Morfologia
PokrójPnącze drewniejące osiągające do 6 m wysokości, wspinające się po podporach (skałach i drzewach) za pomocą czepnych korzeni przybyszowych.
LiścieZimozielone, mięsiste, skrętoległe. Blaszka osadzona jest na krótkich ogonku, jest eliptyczna do jajowatej, całobrzega, o długości 5–6 cm.
KwiatyDrobne, obupłciowe, zebrane w gęste kwiatostany. Okwiat składa się z 5 różowych listków. Pręciki są cztery, długie i białe. Słupek krótki.
OwoceCzerwone jagody.

## Systematyka
Pozycja systematyczna
Jeden z trzech gatunków z podrodziny Phytolaccoideae Arnott z rodziny szkarłatkowatych (alkiermesowatych) (Phytolaccaceae).
Wykaz gatunków
- Ercilla spicata (Bertero) Moq.
- Ercilla syncarpellata Nowicke